# Franz Schmidberger

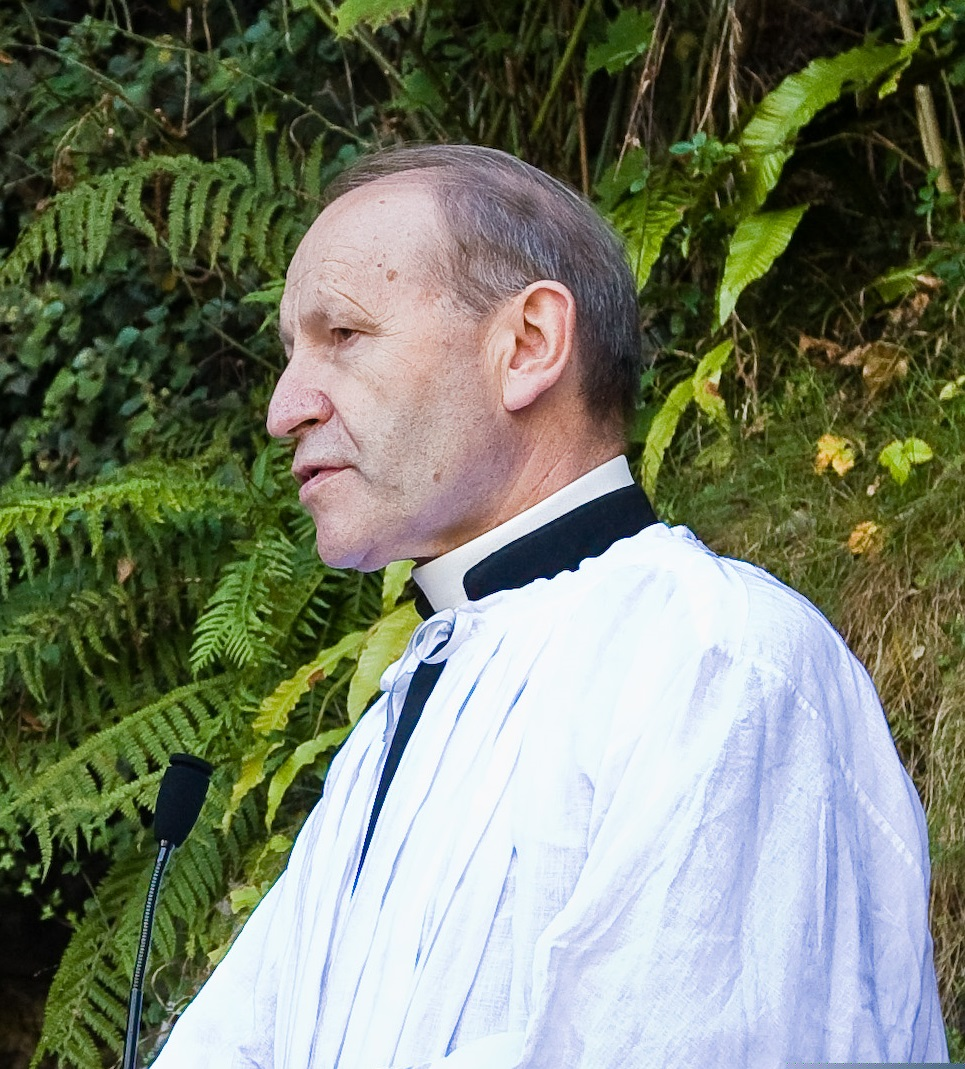
Pater Franz Schmidberger, Lourdes (Frankreich), 2008

Franz Schmidberger FSSPX  (* 19. Oktober 1946 in Riedlingen, Württemberg-Hohenzollern) ist Priester der traditionalistischen Priesterbruderschaft St. Pius X. und war von 1982 bis 1994 ihr zweiter Generaloberer.

## Leben

### Frühes Leben bis zur Priesterweihe
Schmidberger wuchs als jüngstes Kind neben zwei älteren Schwestern (ein älterer Bruder war schon im Kleinkindalter verstorben) in einer Bauernfamilie auf. Er besuchte in Göffingen die Volksschule, in der acht Klassen in einem Raum von einem Lehrer unterrichtet wurden. Aufgrund von Wachstumsstörungen, unter denen er als Kind litt, entstanden Zweifel an dem ursprünglichen Plan, dass er als einziger männlicher Nachkomme den elterlichen Hof übernehmen sollte und die Eltern betrieben seinen Wechsel an das Gymnasium in Riedlingen, wo er im Oktober 1966 die Abiturprüfung bestand.
Nach dem Abitur entschloss sich Schmidberger zu einem Studium der Wirtschaftsmathematik an der Ludwig-Maximilians-Universität in München. Schmidberger immatrikulierte sich zum Wintersemester 1966/67. Während seiner Studienzeit schloss er sich einer Gruppe um den Philosophieprofessor Reinhard Lauth an, was er in seinen Erinnerungen als eine entscheidende Lebenswende beschrieb.
1972 schloss Schmidberger sein Studium mit dem Diplom ab und trat nach kurzer Tätigkeit als Lehrer im Landschulheim in Schondorf noch im selben Jahr im schweizerischen Ecône in das Priesterseminar der von Erzbischof Marcel Lefebvre gegründeten Priesterbruderschaft St. Pius X. ein. Am 3. Februar 1974 empfing Schmidberger die Tonsur, am 30. März 1974 und am 2. Juni 1974 die niederen Weihen. Am 8. Dezember 1975 spendete ihm Erzbischof Lefebvre in Econe das Sakrament der Priesterweihe. Die Primizfeier sollte am 13. Dezember 1975 in der Wallfahrtsbasilika Birnau am Bodensee stattfinden, jedoch verbot der damalige Erzbischof von Freiburg i. Br., Hermann Schäufele, die Feier in der Kirche, weswegen Schmidberger auf den Campingplatz in Birnau-Maurach ausweichen musste.

### Tätigkeiten für die Priesterbruderschaft
Am 6. Januar 1977 gründete Schmidberger in seiner Eigenschaft als Distriktsoberer für Deutschland die Katholische Jugendbewegung (KJB), bis heute die Jugendorganisation der Priesterbruderschaft St. Pius X.
1978 gründete Schmidberger im Auftrag Lefebvres das Internationale Priesterseminar Herz Jesu im Schloss Zaitzkofen und wurde 1979 zum deutschen Distriktoberen der FSSPX ernannt.

### Generaloberer
Als Generalvikar Erzbischof Lefebvres folgte er diesem von 1982 bis 1994 als zweiter Generaloberer der Piusbruderschaft. In seine Amtszeit als Generaloberer fielen die ohne Genehmigung von Papst Johannes Paul II. durchgeführte Weihe von vier Bischöfen der Bruderschaft und der Tod von Erzbischof Levebvre.

Im Vorfeld des Generalkapitels war über die Möglichkeit der Wiederwahl des Generaloberen diskutiert, diese aber später bestätigt worden. Im Generalkapitel selbst wurde Schmidberger allerdings nicht wiedergewählt. In seinen Erinnerungen äußert er sich nur diskret über die Hintergründe: 

„Offensichtlich stellten sich einige Mitglieder desselben wegen der raschen Ausbeitung des Werkes Fragen und waren beunruhigt durch öftere Abgänge. Eine häufige Reaktion bei solchen Fällen trat zutage: Man lastete die Untreue der Mitglieder der Autorität an. Gott segne das Apostolat in den Ländern Osteuropas nicht, hörte ich sagen. Damit soll allerdings nicht behauptet werden, es habe in der Leitung nicht auch den einen oder anderen Fehler gegeben. Doch Vollkommenheit gibt es auf Erden nicht, weder in den Menschen um uns herum, noch in den Institutionen, am allerwenigsten in uns selbst.“

### Spätere Aufgaben in der Piusbruderschaft
Nach dem Generalkapitel 1994 war er erster Assistent des ihm als Generaloberer nachfolgenden Bischof Bernard Fellay. Im Sommer 1996 übernahm er die Leitung des österreichischen Distrikts der Bruderschaft in Jaidhof; ab 2003 war er Regens am Priesterseminar in Zaitzkofen. Seit 2006 war er erneut deutscher Distriktoberer mit Sitz in Stuttgart, um dann ab dem 15. August 2013 bis zum Sommer 2020 wieder als Regens dem Priesterseminar in Zaitzkofen vorzustehen.
Im Sommer 2020 trat Schmidberger in den Ruhestand ein. 2021 veröffentlichte er seine Memoiren.

## Auffassungen

### Stellung zum Zweiten Vatikanischen Konzil
Schmidberger lehnt, wie die Piusbruderschaft überhaupt, die grundsätzliche Ausrichtung des Zweiten Vatikanischen Konzils ab. Hans Urs von Balthasar habe „katholische Einrichtungen“ und „das katholische Dogma“ geschleift. Die „moderne Exegese“ habe, „inspiriert von dem protestantischen Rationalisten Bultmann, den Glauben in der Kirche“ abgebaut, Rahner habe „sein Zerstörungswerk“ „mit der Verkündigung des »anonymen Christen«“ „in Gang“ gesetzt. Johannes XXIII. habe eine „Angleichung an die geänderten Zeitverhältnisse“ propagiert, anstatt „zur Heiligkeit aufzubrechen“. Zudem habe, entgegen der Ausrichtung des Konzils, die Kirche „an erster Stelle“ nicht den Einsatz für eine „humanere ... Welt“, sondern eine „übernatürliche“ Aufgabe. Das Konzil und die daraus hervorgegangenen Reformen habe zu jener „Notsituation“ geführt, welche die unrechtmäßige Bischofsweihe durch Lefebvre rechtfertige.
Wenngleich Schmidberger für eine „Abweisung des zerstörerischen Konzilsgeistes“ eintritt, hält er es für möglich und notwendig, „die Texte selbst an[zu]nehmen, indem man ihnen eine katholische Interpretation gibt“, sie „im Lichte der Tradition interpretier[t]“. Allerdings lehnen Schmidberger und die Piusbruderschaft zahlreiche zentrale Lehren des Konzils explizit ab – in seinen eigenen Worten „insbesondere den Ökumenismus, die Religionsfreiheit und die Kollegialität“. Diese gingen „an den Rand der Häresie“, seien „Lügen“, „verderblich“, ein „Generalangriff auf das Christentum“, „Gotteslästerung“ oder Teufelswerk. Unter die abgelehnten Konzilsaussagen fallen insbesondere:

#### Lehren des Ökumenismus-DekretsUnitatis redintegratio
Dieses spricht „getrennten Kirchen“ (im Plural) „Bedeutung und Gewicht im Geheimnis des Heiles“ zu. Des Weiteren zielt das Konzil auf eine „Zusammenarbeit in den Aufgaben des Gemeinwohls“ und eine Zusammenkunft „zum gemeinsamen Gebet“ dort, „wo es erlaubt ist“. – Dagegen Schmidberger: Die Kirche könne „in keiner Weise mit anderen Religionsgemeinschaften verglichen oder als von christlichen Denominationen nur graduell, quantitativ verschieden dargestellt werden“. Das Konzil fordere ferner dazu auf, im Dialog mit dem Protestantismus „eine ganze Anzahl der inhaltsreichsten Dogmen“ zu „verschweigen“. Die Konzilslehre einer Hierarchie der Wahrheit sei „eine Ungeheuerlichkeit“.

#### Lehren der Konstitution über die KircheLumen gentium
Dem Konzilstext zufolge subsistiert die einzige Kirche Christi in der katholischen Kirche. Hier werde eine „wirklich häretisch(e)“ Annahme vorausgesetzt, nämlich, dass „die Kirche Gottes rein wesensmäßig, gedanklich getrennt werden kann von der katholischen Kirche, daß zwei verschiedene Einheiten bestehen (Kirche Christi und katholische Kirche), die in akzidentieller Weise, also zufällig zusammenfallen“. So werde die Aussage jedenfalls auch von Josef Ratzinger verstanden. Tatsächlich ist gemäß einer Erklärung der Kongregation für die Glaubenslehre diese Passage anders zu verstehen.
Auch die Konzilslehre einer doppelten Autorität, jener des Papstes und jener der Bischöfe in Verbindung mit dem Papst, und zwar nicht nur in Konzilien, lehnt Schmidberger ab.

#### Lehren des Dekrets über die nichtchristlichen ReligionenNostra aetate
Das Konzil kommt dem Hinduismus, Buddhismus, Islam und Judentum verhältnismäßig weit entgegen. Dagegen meint Schmidberger, dass „diese nichtchristlichen Religionen den Menschen eher ... von der vollen übernatürlichen Wahrheit, dem gekreuzigten und auferstandenen Jesus, abhalten als zu ihr hinführen.“
Konkret gebe es, so Schmidberger, im Hinduismus „kein Erbarmen und keine Barmherzigkeit“, sondern ein „völlige(s) Fehlen der Nächstenliebe“, was in der Reinkarnationslehre wurzele.
Der Buddhismus glaube, so Schmidberger, an die Selbsterlösung und lehre einen Pantheismus. Die „falschen Ausführungen des Konzils“ hätten eine „gewisse Hoffähigkeit für die asiatischen Religionen in Europa erreicht“ und eine „antichristliche Aera“ anbrechen lassen. Schmidberger lehnt es ab, dass man dem Konzil zufolge Jugendlichen, welche „sich den Gurus an()schließen“ „nicht sehr verteufeln“ dürfe.
Das Konzil betrachtete den Islam „mit Hochachtung“. Dagegen bezeichnet Schmidberger den Islam als „jene Religion, die unsere Väter mehrfach unter größtem Einsatz und dem Opfer ihres Lebens zurückgeworfen haben, da sie sich zum Ziel gesetzt hat, die Erde durch Feuer und Schwert dem Halbmond zu unterwerfen.“
Das Konzil schließt explizit aus, allen zur Zeit Jesu lebenden Juden oder den heutigen Juden den Tod Jesu zur Last zu legen. Dagegen Schmidberger: „die Juden unserer Tage“ seien „nicht nur nicht unsere älteren Brüder im Glauben ...; sie sind vielmehr des Gottesmordes mitschuldig, so lange sie sich nicht durch das Bekenntnis der Gottheit Christi und die Taufe von der Schuld ihrer Vorväter distanzieren“. Mittlerweile hat er diese Aussage jedoch korrigiert: „Die Aussage, die heutigen Juden trügen die Schuld ihrer Väter, muß auf jene Juden eingeschränkt werden, welche die Tötung Jesu Christi gutheißen. Sie ist in der zitierten Verallgemeinerung unrichtig.“ Derartige Äußerungen sorgten für erhebliche Spannungen mit dem Zentralrat der Juden und der Deutschen Bischofskonferenz.

#### Lehren des Dekrets über die ReligionsfreiheitDignitatis humanae
Die Lehre des Konzils und des Kirchenrechts von der Religionsfreiheit akzeptiert Schmidberger nur insoweit, als keiner zur Annahme einer bestimmten Religion gezwungen werden darf. Dagegen hält er es für legitim und notwendig, „im öffentlichen Bereich Menschen zu hindern, ihre falschen religiösen Überzeugungen durch Missionsarbeit, öffentliche Kundgebungen, Errichtung von Gebäuden für ihren falschen Kult zu verwirklichen“. Der Staat müsse den „Alleinvertretungsanspruch“ Christi in „der Gesellschaft auch so weit wie nur möglich ... geltend“ machen. Eine religiöse Neutralität des Staates lehnt Schmidberger ab. (s. u.) Dabei beruft sich Schmidberger auf die 1864 promulgierte Enzyklika Quanta Cura von Pius IX. Die Ablehnung der Religionsfreiheit ist eine Grundposition der Piusbruderschaft und wurde u. a. 1987 in einer Dubia der Kongregation für die Glaubenslehre vorgelegt und abweisend beschieden.

#### Lehren des Dekrets über die Kirche in der modernen WeltGaudium et spes
Schmidberger lehnt die Öffnung des Konzils zum modernen Wandel der Lebensbedingungen als „verderblich(en)“ „Heilsoptimismus“ ab; der „Mensch unserer Zeit“ sei „der sinnliche, gesetzlose, materialistische Mensch“. Dabei beruft sich Schmidberger auf Josef Ratzingers Aussage, dieses Dekret verkünde genau das, was zuvor von Pius IX. verworfen worden sei.
Auch andere Formulierungen und institutionelle Neuerungen des zweiten Vatikanums werden von Schmidberger und der Piusbruderschaft abgelehnt. Dazu gehören:
- Theologische Grundlagen des Kirchenrechts wie jene, dass die Kirche Gottes in der katholischen Kirche subsistiere.[43]
- Das Prinzip einer Autorität der Bischöfe in Gemeinschaft mit dem Papst[44]

Auch gewohnheitsmäßige Praktiken des Papstes werden kritisiert, etwa die „Grußbotschaft an die Moslems“ zu Beginn des Ramadan, ein Küssen des Korans, oder die Titulierung der Juden als „unsere älteren Brüder im Glauben“. Insbesondere das Treffen Johannes Pauls II. mit den Weltreligionen wird sowohl von Schmidberger wie auch anderen Mitgliedern der Piusbruderschaft scharf kritisiert.

### Stellung zur Gesellschaftsordnung
Schmidberger lehnt eine religiöse Neutralität des Staates ab und plädiert für eine „christliche Gesellschaftsordnung“, in welcher beispielsweise die Todesstrafe gälte, „keine zivile Ehescheidung“ vorgesehen sei, eine „Unauflöslichkeit der Ehe“ als „einer ihrer Grundpfeiler“ bestehe, „den vorehelichen und außerehelichen Beziehungen“ der Kampf angesagt werde und der „Vertrieb von empfängnisverhütenden Mitteln“ verboten werde, ebenso wie Zinsspekulation, Großbanken, Abtreibung, „Gotteslästerung, Homosexualität und Pornographie“. Dazu sollten, wie bereits erwähnt, Vertreter von „falschen religiösen Überzeugungen“ daran gehindert werden, „durch Missionsarbeit, öffentliche Kundgebungen, Errichtung von Gebäuden für ihren falschen Kult“ zu werben. Ihm schwebt eine Gesellschaft vor, in welcher die „Gewalt in Staat und Gesellschaft“ „nicht vom Volke“, nicht „von der Basis aus[geht], sondern von Gott.“ Er lehnt den Grundsatz „one man one vote“ ab. Statt eines Parteiensystems empfiehlt er, dass an deren „Stelle jene christlichen Männer treten, die sich durch sittliche Reife und Lebenserfahrung, durch Gerechtigkeitssinn und Sorge um das Gemeinwohl auszeichnen“.

### Stellung zum Messritus
Die Piusbruderschaft lehnt den seit 1969 üblichen Ritus der Eucharistiefeier ab. Er schreibt, dass „im neuen Ritus wie er 1969 von Paul VI. eingeführt worden ist, eine vollkommene Änderung der Gebete, der Gesten, der Definition der Messe eingetreten ist, die einen wirklichen negativen Bruch mit der Vergangenheit darstellt. Dieser negative Bruch mit der Tradition gehe einher mit einer Verwässerung des katholischen Glaubens, in dem Sinn, dass die Messe mehr und mehr nur noch als ein mitmenschliches Mahl verstanden wird und der Opfergedanke, die sakrale Atmosphäre völlig verschwindet.“ Für Schmidberger ist es „ein Greuel“ und „ein Übel“, wenn „in derselben Kirche, am selben Altar auf die neue Messe die alte folgt“; „Die Pluralität der Riten widerstreitet unserer Position.“ Zwar gesteht die römisch-katholische Messordnung nach dem 1984 von Johannes Paul II. gewährten besonderen Indult Quattuor abhinc annos eine „Möglichkeit zum Gebrauch des Römischen Messbuchs“ von 1962 zu – eine Möglichkeit, welche seit dem Motu Proprio Ecclesia Dei von 1988 auch „weitherzig und großzügig zum Wohl aller Gläubigen, die darum bitten“ eingeräumt werden kann. Seit dem Motu Proprio Summorum Pontificum benötigt ein Priester in Pfarr- oder Konventskirchen dazu keine besondere Erlaubnis durch Bischof oder Oberen, wenn es sich um Messen ohne Volk handelt oder um Messen in Ordens- oder apostolischen Gemeinschaften oder wenn Christen „aus eigenem Antrieb“ zur Zulassung zu einer sonst ohne Volk gefeierten Messe bitten, ebenso, falls Pfarreien dauerhaft die alte Liturgieform wünschen. Das genannte Motu Proprio stellt darüber hinaus klar, dass es sich in beiden Messformen um „zwei Anwendungsformen des einen Römischen Ritus“ handelt – „Demgemäß ist es erlaubt, das Messopfer nach“ dem alten Messbuch von 1962 „als außerordentliche Form der Liturgie der Kirche zu feiern“.

### Missbrauch in der katholischen Kirche
Schmidberger vertritt die Auffassung, dass sexueller Kindesmissbrauch in Vereinen sehr viel häufiger vorkomme als in der Kirche. Die Häufung von Missbrauchsfällen in den letzten 50 Jahren führt er auf das 2. Vatikanische Konzil mit seinem „uferlosen Heilsoptimismus“ zurück. Die Missbrauchsfälle seien ein willkommener Anlass für die Massenmedien, die Kirche zu diskreditieren.
Schmidberger verbindet den sexuellen Missbrauch durch Kleriker mit Homosexualität. Aus der Tatsache, dass 80 % der Missbrauchsopfer Knaben seien, werde deutlich, dass Homosexualität und Pädophilie aus demselben Übel erwüchsen.

### COVID-19-Pandemie
Zur COVID-19-Pandemie schrieb Schmidberger, die „verrückte Globalisierung“ sei durch Grenzschließungen in Frage gestellt und die „ausufernde Vergnügungssucht […] wenigstens vorübergehend beendet“. Niemand spreche mehr vom „Synodalen Weg“, das „Priestertum der Frau – diese Blasphemie der Stiftung Jesu Christi –“ erübrige sich beim Verbot von öffentlichen Gottesdiensten, die Mütter blieben zu Hause bei ihren Kindern, und Greta Thunberg sei „fast vergessen“.

## Veröffentlichungen (Auswahl)
- Przekazałem to co otrzymałem. Konsekracje biskupów dokonane przez abpa Marcela Lefebvre 30 czerwca 1988 r. Te Deum, Warszawa/Otwock 1997, ISBN 83-87386-05-7.
- Der Protestantismus in der ökumenischen Bewegung. Vortrag beim Kongreß von "si si - no no" in Albano, 23. April 1998. Rex Regum, Jaidhof 1999, ISBN 3-901851-12-7.
- Das Geheimnis der Gnade – das Geheimnis der Bosheit. Vortrag, gehalten im Institut St. Karl Borromäus, Oberriet, am 18. März 1998. Überarbeitet und ergänzt. Rex Regum, Jaidhof 2003, ISBN 3-901851-34-8.
- Das Sakrament der Beichte. Eine Katechese. Sarto, Stuttgart 2009, ISBN 978-3-932691-55-3.
- Theologie und Spiritualität des heiligen Meßopfers. Ein Vergleich zwischen dem überlieferten und dem neuen Ritus. Sarto, Stuttgart 2010, ISBN 978-3-932691-74-4.
- Amt und Person des Petrus. Sarto, Bobingen 2015, ISBN 978-3-943858-67-9.
- Gott, Kirche, Welt und des Teufels Anteil. Ingo Langner im Gespräch mit Pater Franz Schmidberger von der Priesterbruderschaft St. Pius X. (= Edition Patrimonium theologicum). Patrimonium, Aachen 2017, ISBN 3-86417-101-6.
- Die Mächte der Finsternis. Ingo Langner im Gespräch mit Pater Franz Schmidberger von der Priesterbruderschaft St. Pius X. (= Edition Patrimonium theologicum). Patrimonium, Aachen 2019, ISBN 3-86417-125-3.
- Erinnerungen. Vom Bauernbub zum Generaloberen. Sarto, Bobingen 2021, ISBN 978-3-96406-054-9.